# Seydou Keita
Seydou Keita (*16. ledna 1980 Bamako) je malijský bývalý profesionální fotbalista, který hrával na pozici středního či defensivního záložníka. Svoji hráčskou kariéru ukončil v roce 2017 v dresu katarského klubu El Jaish SC. Na svém kontě má také 102 odehraných zápasů v malijské reprezentaci, ve kterých vstřelil 25 branek.

## Rodina
Keitův strýc Salif Keïta Traoré byl také fotbalistou. Mimo jiné hrál za Valencii a Sporting CP a v roce 1970 byl zvolen Africkým fotbalistou roku.
Seydou je ženatý se Zubaidou Johnson. 12. května 2012 se jim v Seville narodil syn Mohamed.[zdroj?]

## Statistiky
| Klub             | Sezóna           | Liga   | Liga | Pohár  | Pohár | Evropa | Evropa | Celkem | Celkem |
| Klub             | Sezóna           | Starty | Góly | Starty | Góly  | Starty | Góly   | Starty | Góly   |
| ---------------- | ---------------- | ------ | ---- | ------ | ----- | ------ | ------ | ------ | ------ |
| Marseille        | 1999–2000        | 6      | 0    |        |       | 3      | 1      | 9      | 1      |
| Marseille        | Celkem           | 6      | 0    |        |       | 3      | 1      | 9      | 1      |
| Lorient          | 2000–01          | 37     | 1    |        |       |        |        | 37     | 1      |
| Lorient          | 2001–02          | 21     | 0    | 2      | 1     |        |        | 23     | 1      |
| Lorient          | Celkem           | 58     | 1    | 2      | 1     |        |        | 60     | 2      |
| Lens             | 2002–03          | 28     | 2    |        |       | 7      | 0      | 35     | 0      |
| Lens             | 2003–04          | 22     | 0    |        |       | 6      | 0      | 28     | 0      |
| Lens             | 2004–05          | 34     | 3    |        |       |        |        | 34     | 3      |
| Lens             | 2005–06          | 35     | 3    |        |       | 6      | 0      | 41     | 3      |
| Lens             | 2006–07          | 37     | 11   |        |       | 10     | 0      | 47     | 11     |
| Lens             | Celkem           | 156    | 19   |        |       | 29     | 0      | 185    | 19     |
| Sevilla          | 2007–08          | 31     | 4    |        |       | 7      | 2      | 38     | 6      |
| Sevilla          | Celkem           | 31     | 4    |        |       | 7      | 2      | 38     | 6      |
| Barcelona        | 2008–09          | 29     | 4    | 5      | 0     | 12     | 2      | 46     | 6      |
| Barcelona        | 2009–10          | 29     | 6    | 3      | 0     | 12     | 0      | 44     | 6      |
| Barcelona        | 2010–11          | 35     | 3    | 11     | 2     | 10     | 1      | 56     | 6      |
| Barcelona        | 2011–12          | 26     | 3    | 4      | 0     | 11     | 1      | 41     | 4      |
| Barcelona        | Celkem           | 119    | 16   | 23     | 2     | 45     | 4      | 187    | 22     |
| Dalian Aerbin    | 2012             | 12     | 4    | 1      | 0     | 0      | 0      | 13     | 4      |
| Dalian Aerbin    | 2013             | 25     | 6    | 3      | 0     | 0      | 0      | 28     | 6      |
| Dalian Aerbin    | Celkem           | 37     | 10   | 4      | 0     | 0      | 0      | 41     | 10     |
| Valencia CF      | 2014             | 11     | 1    | 0      | 0     | 7      | 0      | 18     | 1      |
| Valencia CF      | Celkem           | 11     | 1    | 0      | 0     | 7      | 0      | 18     | 1      |
| Celkem v kariéře | Celkem v kariéře | 461    | 54   | 46     | 6     | 97     | 8      | 618    | 69     |